# روجر فان دي كاستيلي
روجر فان دي كاستيلي (بالفرنسية: Roger Van de Casteele)‏ (مواليد 13 يناير 1913) هو سبّاح فرنسي، مثّل بلاده في الألعاب الأولمبية الصيفية 1936.

## روابط خارجية
روجر فان دي كاستيلي على موقع أوليمبيديا (الإنجليزية)